# Alfred Blondel
Alfred Blondel (Antwerpen, 19 november 1926 – Sint-Pieters-Woluwe, 27 december 2023) was een Belgische beeldhouwer. Blondel was autodidact en naast beeldhouwer ook een schilder en tekenaar. Hij is de vader van Vincent Blondel.
Alfred Blondel overleed in 2023 op 97-jarige leeftijd.